# 凱蘭崔爾之鏡

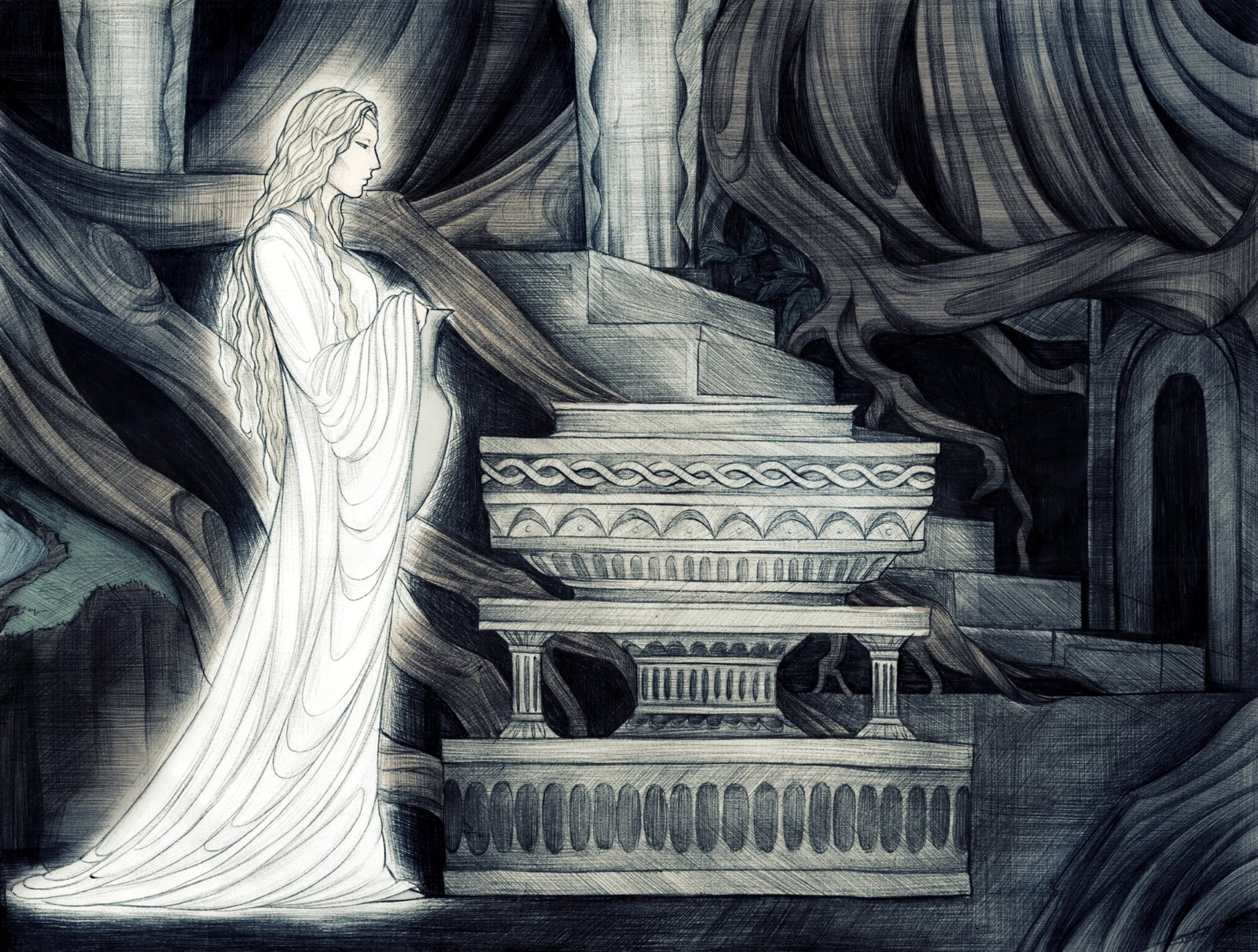
凱蘭崔爾女王在鏡子前（Tessa Boronski的粉絲藝術作品）

凱蘭崔爾之鏡（英語：Mirror of Galadriel），這是托爾金小說裡中土大陸一面銀盆，能知過去、現在和未來。
在小說《魔戒》首部《魔戒現身》中，魔戒遠征隊於羅斯洛立安休息的其中某日，凱蘭崔爾女王用銀瓶盛戴水池的水，倒向銀盆，邀請哈比人佛羅多·巴金斯和山姆衛斯·詹吉觀看凱蘭崔爾之鏡，凱蘭崔爾無法預言鏡子將顯示什麼，和保證鏡子顯示什麼。
山姆衛斯·詹吉觀看凱蘭崔爾之鏡之後，鏡子給他兩個未來影像，一是他放棄了前往末日火山，返回夏爾的未來；二是他完成任務，夏爾卻滿目瘡痍的景像。
托爾金描寫凱蘭崔爾之鏡的靈感應是在北歐神話中取材，當時人們拿盛戴水的工具來占卜。

## 改編描述
在彼得·傑克森的《魔戒首部曲：魔戒現身》電影改編中，只有佛羅多觀看了凱蘭崔爾之鏡，他看到的是壞的未來；而原著中有關山姆的情節則被省略掉。